# Élections législatives de 1876 dans les Pyrénées-Orientales
Les élections législatives de 1876 ont eu lieu les 20 février et 5 mars.

## Députés élus
|   | Circonscription | Député élu       |  | Groupe parlementaire |
| - | --------------- | ---------------- |  | -------------------- |
| 1 | Céret           | Paul Massot      |  | Gauche républicaine  |
| 2 | Perpignan       | Lazare Escarguel |  | Union républicaine   |
| 3 | Prades          | Frédéric Escanyé |  | Union républicaine   |

## Résultats à l'échelle du département
| Partis         | Partis                            | Premier tour | Premier tour | Deuxième tour | Deuxième tour | Sièges |
| Partis         | Partis                            | Voix         | %            | Voix          | %             | Sièges |
| -------------- | --------------------------------- | ------------ | ------------ | ------------- | ------------- | ------ |
|                | Union républicaine                | 16 556       | 51,01        | 5 056         | 50,02         | 2      |
|                | Gauche républicaine, Républicains | 6 861        | 21,14        |               |               | 1      |
|                | Légitimistes                      | 9 039        | 27,85        | 5 051         | 49,98         | 0      |
|                |                                   |              |              |               |               |        |
| Inscrits       | Inscrits                          | 52 056       | 100,00       | 13 523        | 100,00        | 3      |
| Votants        | Votants                           | 34 363       | 66,01        | 10 131        | 74,92         |        |
| Abstentions    | Abstentions                       | 17 693       | 33,99        | 3 392         | 25,08         |        |
| Blancs et nuls | Blancs et nuls                    | 1 907        | 5,55         | 24            | 0,24          |        |
| Exprimés       | Exprimés                          | 32 456       | 94,45        | 10 107        | 99,76         |        |

## Résultats par arrondissement

### Arrondissement de Céret
| Candidats      | Candidats      | Étiquette           | Premier tour | Premier tour |
| Candidats      | Candidats      | Étiquette           | Voix         | %            |
| -------------- | -------------- | ------------------- | ------------ | ------------ |
|                | Paul Massot    | Gauche républicaine | 5 289        | 100,00       |
|                |                |                     |              |              |
| Inscrits       | Inscrits       | Inscrits            | 11 161       | 100,00       |
| Votants        | Votants        | Votants             | 5 524        | 49,49        |
| Abstention     | Abstention     | Abstention          | 5 637        | 50,51        |
| Blancs et nuls | Blancs et nuls | Blancs et nuls      | 235          | 4,25         |
| Exprimés       | Exprimés       | Exprimés            | 5 289        | 95,75        |

### Arrondissement de Perpignan
| Candidats      | Candidats                     | Étiquette          | Premier tour | Premier tour |
| Candidats      | Candidats                     | Étiquette          | Voix         | %            |
| -------------- | ----------------------------- | ------------------ | ------------ | ------------ |
|                | Lazare Escarguel              | Union républicaine | 13 364       | 69,56        |
|                | Philippe Renard de Saint-Malo | Légitimiste        | 5 847        | 30,44        |
|                |                               |                    |              |              |
| Inscrits       | Inscrits                      | Inscrits           | 27 372       | 100,00       |
| Votants        | Votants                       | Votants            | 19 323       | 70,59        |
| Abstention     | Abstention                    | Abstention         | 8 049        | 29,41        |
| Blancs et nuls | Blancs et nuls                | Blancs et nuls     | 112          | 0,58         |
| Exprimés       | Exprimés                      | Exprimés           | 19 211       | 99,42        |

### Arrondissement de Prades
| Candidats      | Candidats        | Étiquette                | Premier tour | Premier tour | Deuxième tour | Deuxième tour |
| Candidats      | Candidats        | Étiquette                | Voix         | %            | Voix          | %             |
| -------------- | ---------------- | ------------------------ | ------------ | ------------ | ------------- | ------------- |
|                | Joseph de Gelcen | Légitimiste              | 4 711        | 49,72        | 5 051         | 49,98         |
|                | Frédéric Escanyé | Union républicaine       | 3 192        | 33,69        | 5 056         | 50,02         |
|                | Romeu            | Républicain conservateur | 1 572        | 16,59        |               |               |
|                |                  |                          |              |              |               |               |
| Inscrits       | Inscrits         | Inscrits                 | 13 523       | 100,00       | 13 523        | 100,00        |
| Votants        | Votants          | Votants                  | 9 516        | 70,37        | 10 131        | 74,92         |
| Abstention     | Abstention       | Abstention               | 4 007        | 29,63        | 3 392         | 25,08         |
| Blancs et nuls | Blancs et nuls   | Blancs et nuls           | 41           | 0,43         | 24            | 0,24          |
| Exprimés       | Exprimés         | Exprimés                 | 9 475        | 99,57        | 10 107        | 99,76         |

## Sources
1. 1 2 3 4 5 6  « Le Temps », sur Gallica, 22 février 1876 (consulté le 16 avril 2021)
2. ↑  « Paul Massot - Base de données des députés français depuis 1789 - Assemblée nationale », sur www2.assemblee-nationale.fr (consulté le 12 mai 2021)
3. ↑  « Lazare, Henri Escarguel - Base de données des députés français depuis 1789 - Assemblée nationale », sur www2.assemblee-nationale.fr (consulté le 12 mai 2021)
4. ↑  « Le Roussillon 1876 », sur mediatheque-patrimoine.perpignan.fr (consulté le 12 mai 2021)
5. ↑  « Frédéric Escanyé - Base de données des députés français depuis 1789 - Assemblée nationale », sur www2.assemblee-nationale.fr (consulté le 12 mai 2021)